# Пол Белмондо
Пол Алекса̀ндър Белмондо̀ (на френски: Paul Alexandre Belmondo), роден на 23 април 1963 г. в Булон Биянкур, департамент О дьо Сен, е френски автомобилен състезател - участва във Формула 1 и кара за отборите Марч и Пасифик Рейсинг. Той е син на актьора Жан-Пол Белмондо и внук на скулптора Пол Белмондо. Пол придобива популярност с връзката си с принцеса Стефани от Монако през 1981 г.
През 1987 той участва във Формула 3 и Формула 3000 и никога не е финиширал в топ 10. През 1992 се приъсъединява в Марч заедно с австриеца Карл Вендлингер като платен състезател до 1992 Голяма награда на Унгария където финишира на 9-о място. Само за този сезон се класира в 5 състезания. След това е заменен от Емануеле Наспети и после заменен от Ян Ламерс за последните два старта. Две години по-късно става и член на неконкурентния Пасифик Рейсинг където се класира само в две от 16-те състезания и винаги е зад съотборника си Бертран Гашо. След това той се състезава в GT серии зад волана на Крайслер Вайпер GTS-R. Той стартира своя отбор Пол Белмондо Рейсинг в FIA GT-Championship, но отборът се разпада през 2007.

## Класиране във Формула 1
| Година | Участие          | Шаси         | Двигател  | 1       | 2       | 3       | 4       | 5       | 6       | 7       | 8       | 9       | 10      | 11      | 12      | 13      | 14      | 15      | 16      | WDC | Точки |
| ------ | ---------------- | ------------ | --------- | ------- | ------- | ------- | ------- | ------- | ------- | ------- | ------- | ------- | ------- | ------- | ------- | ------- | ------- | ------- | ------- | --- | ----- |
| 1992   | Марч             | Марч CG911   | Илмор V10 | RSA DNQ | MEX DNQ | BRA DNQ | ESP 12  | SMR 13  | MON DNQ | CAN 14  | FRA DNQ | GBR DNQ | GER 13  | HUN 9   | BEL     | ITA     | POR     | JPN     | AUS     | НК  | 0     |
| 1994   | Пасифик Гран При | Пасифик PR01 | Илмор V10 | BRA DNQ | PAC DNQ | SMR DNQ | MON Ret | ESP Ret | CAN DNQ | FRA DNQ | GBR DNQ | GER DNQ | HUN DNQ | BEL DNQ | ITA DNQ | POR DNQ | EUR DNQ | JPN DNQ | AUS DNQ | НК  | 0     |